# Castelmassa
Castelmassa est une commune italienne de la province de Rovigo, dans la région Vénétie.

## Administration
| Période                                  | Période | Identité | Étiquette | Qualité |
| ---------------------------------------- | ------- | -------- | --------- | ------- |
|                                          |         |          |           |         |
| Les données manquantes sont à compléter. |         |          |           |         |

### Hameaux
Ca'Rossa, Case Gennari, Case Negri, Case Zaghi, Correggio, Cortina, Fantini, Gravallone, Guerrini, Macero Frati, Masina, Olma, Piazza Nova, Pio, Saravalli, Via di Mezzo

### Communes limitrophes
Calto, Castelnovo Bariano, Ceneselli, Felonica, Sermide

## Personnages liés à la commune
- Bonaventura Porta, (1866-1953) évêque de Pesaro,
- Enrico Castellani, (1930-2017) peintre italien.